# Mikimoto凜
Mikimoto凜（日语：みきもと凜，5月18日—），日本漫畫家。

## 經歷
以〈SHE'S ALL THAT〉獲得別冊FRIEND第18回BF新人漫畫大賞佳作出道。作品《近距離戀愛》、《今天的吉良同學》、《午夜0時的吻》已經改編為真人電影。